# Heterodera bifenestra
Heterodera bifenestra é um nematódeo patógeno de plantas. A espécie é também conhecida pelo nome popular em inglês nematódeo-do-cisto-do-cereal.